# Laye du Nord
Die Laye du Nord ist ein kleiner Fluss in Frankreich, der im Département Loiret in der Region Centre-Val de Loire verläuft. Sie entspringt im Waldgebiet Forêt d’Orléans, an der Gemeindegrenze von Chilleurs-aux-Bois und Loury, entwässert generell  in nordöstlicher Richtung und mündet nach rund 19 Kilometern im östlichen Gemeindegebiet von Attray als linker Nebenfluss in die Essonne, die hier auch Œuf genannt wird. Auf ihrem Weg quert die Laye du Nord die Bahnstrecke Les Aubrais-Orléans–Malesherbes und die Autobahn A19.

## Orte am Fluss
(Reihenfolge in Fließrichtung)
- Neuville-aux-Bois
- Montigny
- La Brosse, Gemeinde Santeau